# Katrina Adams
Katrina Adams (ur. 5 sierpnia 1968 w Chicago) – amerykańska tenisistka. Zwyciężczyni 20 turniejów deblowych WTA. Od stycznia 2015 roku Prezes Zarządu Amerykańskiego Związku Tenisowego.

## Historia występów wielkoszlemowych
Legenda
     W, wygrany turniej
     F, przegrana w finale
     SF, przegrana w półfinale
     QF, przegrana w ćwierćfinale
     xR, przegrana w x rundzie
     Qx, przegrana w x rundzie eliminacji
     A, brak startu
     NH, turniej się nie odbył
Turniej Australian Open odbył się dwukrotnie w 1977 roku (styczeń i grudzień), za to nie został rozegrany w 1986.

### Występy w grze pojedynczej
| Australian Open        | NH  | A   | 1R  | 2R | 1R  | A  | 3R  | Q2  | Q1  | Q1  | A   | 1R  | A   | 0 / 5  | 3 – 5   |  |  |  |  |  |  |  |  |  |  |  |  |  |  |  |  |  |  |  |  |  |  |
| French Open            | A   | A   | 1R  | 1R | Q2  | Q2 | 1R  | Q1  | Q3  | A   | 1R  | Q1  | A   | 0 / 4  | 0 – 4   |  |  |  |  |  |  |  |  |  |  |  |  |  |  |  |  |  |  |  |  |  |  |
| Wimbledon              | A   | A   | 4R  | 3R | 1R  | Q2 | 2R  | Q1  | 1R  | 1R  | 2R  | Q2  | A   | 0 / 7  | 7 – 7   |  |  |  |  |  |  |  |  |  |  |  |  |  |  |  |  |  |  |  |  |  |  |
| US Open                | A   | Q2  | 1R  | 1R | 1R  | Q3 | A   | 1R  | 1R  | 3R  | 1R  | Q3  | A   | 0 / 7  | 2 – 7   |  |  |  |  |  |  |  |  |  |  |  |  |  |  |  |  |  |  |  |  |  |  |
|                        |     |     |     |    |     |    |     |     |     |     |     |     |     |        |         |  |  |  |  |  |  |  |  |  |  |  |  |  |  |  |  |  |  |  |  |  |  |
| Ranking na koniec roku | 411 | 167 | 102 | 84 | 253 | 93 | 144 | 179 | 143 | 113 | 115 | 279 | 284 | 0 / 23 | 12 – 23 |  |  |  |  |  |  |  |  |  |  |  |  |  |  |  |  |  |  |  |  |  |  |

### Występy w grze podwójnej
| Australian Open        | NH  | A   | 3R | 3R | 3R | A  | QF | 3R | 2R | 1R | A  | 2R | 1R | 1R  | 0 / 10 | 13 – 10 |  |  |  |  |  |  |  |  |  |  |  |  |  |  |  |  |  |  |  |  |  |
| French Open            | A   | A   | QF | QF | 3R | 3R | QF | QF | 1R | QF | QF | 2R | 3R | 1R  | 0 / 12 | 25 – 12 |  |  |  |  |  |  |  |  |  |  |  |  |  |  |  |  |  |  |  |  |  |
| Wimbledon              | A   | A   | SF | QF | 3R | QF | 3R | 1R | 2R | 3R | QF | 3R | 3R | 1R  | 0 / 12 | 23 – 12 |  |  |  |  |  |  |  |  |  |  |  |  |  |  |  |  |  |  |  |  |  |
| US Open                | 1R  | 1R  | 2R | 3R | 3R | QF | A  | 3R | QF | 3R | 2R | 3R | 2R | 1R  | 0 / 13 | 19 – 13 |  |  |  |  |  |  |  |  |  |  |  |  |  |  |  |  |  |  |  |  |  |
|                        |     |     |    |    |    |    |    |    |    |    |    |    |    |     |        |         |  |  |  |  |  |  |  |  |  |  |  |  |  |  |  |  |  |  |  |  |  |
| Ranking na koniec roku | 193 | 105 | 14 | 10 | 21 | 16 | 18 | 16 | 28 | 26 | 22 | 22 | 25 | 197 | 0 / 47 | 80 – 47 |  |  |  |  |  |  |  |  |  |  |  |  |  |  |  |  |  |  |  |  |  |

### Występy w grze mieszanej
| Australian Open | NH | A | A | 1R | 2R | A  | 2R | 1R | 1R | 1R | A  | 1R | 1R | 1R | 0 / 9  | 2 – 9   |  |  |  |  |  |  |  |  |  |  |  |  |  |
| French Open     | A  | A | A | 2R | 2R | 3R | 3R | 1R | 2R | 2R | QF | 1R | 1R | 2R | 0 / 11 | 8 – 11  |  |  |  |  |  |  |  |  |  |  |  |  |  |
| Wimbledon       | A  | A | A | 1R | 1R | 1R | 1R | 1R | 1R | 3R | 1R | 2R | 1R | 1R | 0 / 11 | 2 – 11  |  |  |  |  |  |  |  |  |  |  |  |  |  |
| US Open         | A  | A | A | A  | 1R | QF | A  | 2R | 2R | QF | 2R | 2R | 1R | A  | 0 / 8  | 8 – 8   |  |  |  |  |  |  |  |  |  |  |  |  |  |
|                 |    |   |   |    |    |    |    |    |    |    |    |    |    |    |        |         |  |  |  |  |  |  |  |  |  |  |  |  |  |
|                 |    |   |   |    |    |    |    |    |    |    |    |    |    |    | 0 / 39 | 20 – 39 |  |  |  |  |  |  |  |  |  |  |  |  |  |

## Finały turniejów WTA
| Legenda                     | Legenda |
| --------------------------- | ------- |
| Wielki Szlem                |         |
| Igrzyska olimpijskie        |         |
| WTA Tour Championships      |         |
| Toyota Series Championships |         |
| 1988 – 2008                 |         |
| Kategoria I                 |         |
| Kategoria II                |         |
| Kategoria III               |         |
| Kategoria IV                |         |
| Kategoria V                 |         |

### Gra pojedyncza 2 (0–2)
| Końcowy wynik | Nr | Data              | Turniej    | Nawierzchnia  | Przeciwniczka     | Wynik finału |
| ------------- | -- | ----------------- | ---------- | ------------- | ----------------- | ------------ |
| Finalistka    | 1. | 7 lutego 1988     | Wellington | Twarda        | Jill Hetherington | 1:6, 1:6     |
| Finalistka    | 2. | 12 listopada 1989 | Nashville  | Twarda (hala) | Sabine Appelmans  | 2:6, 4:6     |

### Gra podwójna 36 (20–16)
| Końcowy wynik | Nr  | Data                 | Turniej            | Nawierzchnia    | Partnerka             | Przeciwniczki                           | Wynik finału     |
| ------------- | --- | -------------------- | ------------------ | --------------- | --------------------- | --------------------------------------- | ---------------- |
| Zwyciężczyni  | 1.  | 14 grudnia 1987      | Guarujá            | Twarda          | Cheryl Jones          | Jill Hetherington Mercedes Paz          | 6:4, 4:6, 6:4    |
| Zwyciężczyni  | 2.  | 13 marca 1988        | Boca Raton         | Twarda          | Zina Garrison         | Claudia Kohde-Kilsch Helena Suková      | 4:6, 7:5, 6:4    |
| Finalistka    | 1.  | 17 kwietnia 1988     | Amelia Island      | Ceglana         | Penny Barg            | Zina Garrison Eva Pfaff                 | 6:4, 2:6, 6:7(5) |
| Zwyciężczyni  | 3.  | 24 kwietnia 1988     | Houston            | Ceglana         | Zina Garrison         | Lori McNeil Martina Navrátilová         | 6:7(4), 6:2, 6:4 |
| Finalistka    | 2.  | 30 października 1988 | Indianapolis       | Twarda          | Zina Garrison         | Łarysa Sawczenko Natalla Zwierawa       | 2:6, 1:6         |
| Zwyciężczyni  | 4.  | 27 listopada 1988    | Tokio, WTA Doubles | Dywanowa (hala) | Zina Garrison         | Gigi Fernández Robin White              | 7:5, 7:5         |
| Zwyciężczyni  | 5.  | 5 lutego 1989        | Tokio              | Dywanowa (hala) | Zina Garrison-Jackson | Mary Joe Fernández Claudia Kohde-Kilsch | 6:3, 3:6, 7:6(5) |
| Zwyciężczyni  | 6.  | 5 marca 1989         | San Antonio        | Twarda          | Pam Shriver           | Patty Fendick Jill Hetherington         | 3:6, 6:1, 6:4    |
| Zwyciężczyni  | 7.  | 30 kwietnia 1989     | Houston            | Ceglana         | Zina Garrison-Jackson | Gigi Fernández Lori McNeil              | 6:3, 6:4         |
| Zwyciężczyni  | 8.  | 28 maja 1989         | Genewa             | Ceglana         | Lori McNeil           | Łarysa Sawczenko Natalla Zwierawa       | 2:6, 6:3, 6:4    |
| Zwyciężczyni  | 9.  | 25 czerwca 1989      | Eastbourne         | Trawiasta       | Zina Garrison-Jackson | Jana Novotná Helena Suková              | 6:3, krecz       |
| Zwyciężczyni  | 10. | 29 października 1989 | Brighton           | Dywanowa (hala) | Lori McNeil           | Hana Mandlíková Jana Novotná            | 4:6, 7:6(7), 6:4 |
| Zwyciężczyni  | 11. | 5 listopada 1989     | Indianapolis       | Twarda          | Lori McNeil           | Claudia Porwik Łarysa Sawczenko         | 6:4, 6:4         |
| Finalistka    | 3.  | 11 listopada 1990    | Indianapolis       | Twarda          | Jill Hetherington     | Meredith McGrath Patty Fendick          | 1:6, 1:6         |
| Finalistka    | 4.  | 24 lutego 1991       | Oklahoma City      | Twarda          | Jill Hetherington     | Meredith McGrath Anne Smith             | 2:6, 4:6         |
| Finalistka    | 5.  | 28 lipca 1991        | Westchester        | Twarda          | Lori McNeil           | Rosalyn Fairbank-Nideffer Lise Gregory  | 5:7, 4:6         |
| Zwyciężczyni  | 12. | 11 sierpnia 1991     | Albuquerque        | Twarda          | Isabelle Demongeot    | Lise Gregory Mareen Louie-Harper        | 6:7(2), 6:4, 6:3 |
| Finalistka    | 6.  | 17 listopada 1991    | Indianapolis       | Twarda          | Mercedes Paz          | Patty Fendick Gigi Fernández            | 4:6, 2:6         |
| Finalistka    | 7.  | 16 lutego 1992       | Chicago            | Dywanowa (hala) | Zina Garrison-Jackson | Martina Navrátilová Pam Shriver         | 2:6, 4:6         |
| Finalistka    | 8.  | 23 lutego 1992       | Oklahoma City      | Twarda (hala)   | Manon Bollegraf       | Lori McNeil Nicole Provis               | 6:3, 4:6, 6:7(6) |
| Zwyciężczyni  | 13. | 15 listopada 1992    | Indianapolis       | Twarda          | Elna Reinach          | Sandy Collins Mary-Lou Daniels          | 5:7, 6:2, 6:4    |
| Zwyciężczyni  | 14. | 14 lutego 1993       | Chicago            | Dywanowa (hala) | Zina Garrison-Jackson | Amy Frazier Kimberly Po                 | 7:6(3), 6:3      |
| Finalistka    | 9.  | 21 lutego 1993       | Oklahoma City      | Twarda (hala)   | Manon Bollegraf       | Patty Fendick Zina Garrison-Jackson     | 3:6, 2:6         |
| Zwyciężczyni  | 15. | 28 marca 1993        | Houston            | Ceglana         | Manon Bollegraf       | Jewgienija Maniokowa Radka Zrubáková    | 6:3, 5:7, 7:6(7) |
| Finalistka    | 10. | 4 kwietnia 1993      | Hilton Head        | Ceglana         | Manon Bollegraf       | Gigi Fernández Natalla Zwierawa         | 3:6, 1:6         |
| Zwyciężczyni  | 16. | 7 listopada 1993     | Quebec             | Dywanowa (hala) | Manon Bollegraf       | Katerina Maleewa Nathalie Tauziat       | 6:4, 6:4         |
| Zwyciężczyni  | 17. | 14 listopada 1993    | Filadelfia         | Dywanowa (hala) | Manon Bollegraf       | Conchita Martínez Łarysa Neiland        | 6:2, 4:6, 7:6(7) |
| Finalistka    | 11. | 20 lutego 1994       | Oklahoma City      | Twarda          | Manon Bollegraf       | Patty Fendick Meredith McGrath          | 6:7(3), 2:6      |
| Finalistka    | 12. | 27 marca 1994        | Houston            | Ceglana         | Zina Garrison-Jackson | Manon Bollegraf Martina Navrátilová     | 4:6, 2:6         |
| Finalistka    | 13. | 19 lutego 1995       | Oklahoma City      | Twarda          | Brenda Schultz        | Nicole Arendt Laura Golarsa             | 4:6, 3:6         |
| Finalistka    | 14. | 5 listopada 1995     | Oakland            | Dywanowa (hala) | Zina Garrison-Jackson | Lori McNeil Helena Suková               | 6:3, 4:6, 3:6    |
| Finalistka    | 15. | 25 lutego 1996       | Oklahoma City      | Twarda          | Debbie Graham         | Chanda Rubin Brenda Schultz-McCarthy    | 4:6, 3:6         |
| Zwyciężczyni  | 18. | 12 maja 1996         | Budapeszt          | Ceglana         | Debbie Graham         | Radka Bobková Eva Melicharová           | 6:3, 7:6(3)      |
| Zwyciężczyni  | 19. | 19 maja 1996         | Cardiff            | Ceglana         | Mariaan de Swardt     | Els Callens Laurence Courtois           | 6:0, 6:4         |
| Zwyciężczyni  | 20. | 15 czerwca 1997      | Birmingham         | Trawiasta       | Łarysa Neiland        | Nathalie Tauziat Linda Harvey-Wild      | 6:2, 6:3         |
| Finalistka    | 16. | 18 stycznia 1998     | Sydney             | Twarda          | Meredith McGrath      | Martina Hingis Helena Suková            | 1:6, 2:6         |

## Występy w Turnieju Mistrzyń

### W grze podwójnej
| Rok  | Rezultat    | Partnerka             | Przeciwniczki                   | Wynik       |
| 1989 | Ćwierćfinał | Zina Garrison-Jackson | Elizabeth Smylie Wendy Turnbull | 3:6, 6:7    |
| 1990 | Półfinał    | Lori McNeil           | Kathy Jordan Elizabeth Smylie   | 1:6, 4:6    |
| 1993 | Ćwierćfinał | Manon Bollegraf       | Gigi Fernández Natalla Zwierawa | 3:6, 4:6    |
| 1995 | Ćwierćfinał | Zina Garrison-Jackson | Gigi Fernández Natalla Zwierawa | 6:7(4), 1:6 |

## Występy w turnieju WTA Doubles Championships
| Rok  | Rezultat    | Partnerka             | Przeciwniczki                             | Wynik            |
| 1988 | Zwycięstwo  | Zina Garrison-Jackson | Gigi Fernández Robin White                | 7:5, 7:5         |
| 1990 | Półfinał    | Lori McNeil           | Łarysa Sawczenko-Neiland Natalla Zwierawa | 6:7, 6:3, 2:6    |
| 1992 | Ćwierćfinał | Manon Bollegraf       | Jennifer Capriati Gigi Fernández          | 2:6, 5:7         |
| 1995 | Półfinał    | Zina Garrison-Jackson | Meredith McGrath Łarysa Neiland           | 5:7, 1:6         |
| 1996 | Półfinał    | Mariaan de Swardt     | Gigi Fernández Natalla Zwierawa           | 1:6, 7:5, 6:7(9) |

## Finały turniejów rangi ITF
| turnieje z pulą nagród 100 000 $ |
| turnieje z pulą nagród 75 000 $  |
| turnieje z pulą nagród 50 000 $  |
| turnieje z pulą nagród 25 000 $  |
| turnieje z pulą nagród 15 000 $  |
| turnieje z pulą nagród 10 000 $  |

### Gra pojedyncza 1 (0–1)
| Rezultat   |    | Data       | Turniej | ($)    | Naw.   | Przeciwniczka  | Wynik    |
| Finalistka | 1. | 09/08/1987 | Lebanon | 10 000 | Twarda | Shaun Stafford | 3:6, 1:6 |

### Gra podwójna 8 (6–2)
| Rezultat     |    | Data       | Turniej    | ($)    | Naw.    | Partnerka         | Przeciwniczki                    | Wynik            |
| Zwyciężczyni | 1. | 06/07/1986 | Tampa      | 10 000 | Ceglana | Heliane Steden    | Brenda Niemeyer Karen Schimper   | 4:6, 6:1, 6:3    |
| Zwyciężczyni | 2. | 20/07/1986 | Midland    | 10 000 | Ceglana | Sonya Hahn        | Alison Scott Ruth Seeman         | 2:6, 6:3, 6:4    |
| Zwyciężczyni | 3. | 11/01/1987 | Chicago    | 10 000 | Twarda  | Diane Donnelly    | Mary-Lou Daniels Yvonne Vermaak  | 6:4, 6:3         |
| Finalistka   | 1. | 21/06/1987 | Birmingham | 10 000 | Twarda  | Sonya Hahn        | Ingelise Driehuis Lise Gregory   | 7:6(0), 4:6, 2:6 |
| Zwyciężczyni | 4. | 26/07/1987 | Filadelfia | 25 000 | Twarda  | Ingelise Driehuis | Kathy Foxworth Tammy Whittington | 6:3, 6:4         |
| Zwyciężczyni | 5. | 02/08/1987 | Chatham    | 10 000 | Twarda  | Diane Donnelly    | Jennifer Fuchs Robyn Lamb        | 7:5, 6:3         |
| Finalistka   | 2. | 18/02/1996 | Midland    | 50 000 | Twarda  | Debbie Graham     | Angela Lettiere Corina Morariu   | 6:7(4), 6:7(6)   |
| Zwyciężczyni | 6. | 13/10/1996 | Sedona     | 50 000 | Twarda  | Debbie Graham     | Angela Lettiere Shannan Mccarthy | 6:4, 6:1         |